# Bazile Mills
Bazile Mills é uma vila localizada no estado americano de Nebraska, no Condado de Knox.

## Demografia
Segundo o censo americano de 2000, a sua população era de 26 habitantes. 
Em 2006, foi estimada uma população de 25, um decréscimo de 1 (-3.8%).

## Geografia
De acordo com o United States Census Bureau, a localidade tem uma área de 1,3 km², sem área coberta por água.

## Localidades na vizinhança
O diagrama seguinte representa as localidades num raio de 20 km ao redor de Bazile Mills. 